# Danielle Cox
Danielle Cox (Keighley, 16 settembre 1992) è una calciatrice inglese, difensore attualmente svincolato.

## Carriera
Nel 2021 viene ingaggiata dal Pomigliano, club militante nella Serie A femminile.

## Statistiche

### Presenze e reti nei club
Statistiche aggiornate al 18 maggio 2025.
| Stagione        | Squadra         | Campionato      | Campionato | Campionato | Coppe nazionali | Coppe nazionali | Coppe nazionali | Coppe internazionali | Coppe internazionali | Coppe internazionali | Altre coppe | Altre coppe | Altre coppe | Totale | Totale |
| Stagione        | Squadra         | Comp            | Pres       | Reti       | Comp            | Pres            | Reti            | Comp                 | Pres                 | Reti                 | Comp        | Pres        | Reti        | Pres   | Reti   |
| --------------- | --------------- | --------------- | ---------- | ---------- | --------------- | --------------- | --------------- | -------------------- | -------------------- | -------------------- | ----------- | ----------- | ----------- | ------ | ------ |
| 2021-2022       | Pomigliano      | A               | 21         | 2          | CI              | 1               | 1               | -                    | -                    | -                    |             | -           | -           | 22     | 3      |
| 2022-2023       | Parma           | A               | 22         | 1          | CI              | 1               | 0               | -                    | -                    | -                    |             | -           | -           | 23     | 1      |
| 2023-2024       | Como            | A               | 19         | 0          | CI              | 1               | 0               |                      | -                    | -                    |             | -           | -           | 20     | 0      |
| 2024-2025       | Parma           | B               | 22         | 2          | CI              | 2               | 1               |                      | -                    | -                    |             | -           | -           | 24     | 3      |
| Totale carriera | Totale carriera | Totale carriera | 84         | 4          |                 | 5               | 2               |                      | -                    | -                    |             | -           | -           | 89     | 6      |